# Новий Пшикоп
Новий Пшикоп (пол. Nowy Przykop, нім. Neu Grabenau) — село в Польщі, у гміні Пурда Ольштинського повіту Вармінсько-Мазурського воєводства.
У 1975-1998 роках село належало до Ольштинського воєводства.